# أبو هلال العسكري
أبو هلال الحسن بن عبد الله بن سهل العسكري (ت 395 هـ - 1005 م) عالم لغوي وأديب نُسب إلى عسكر مُكرم من قرى الأهواز، له مؤلفات كثيرة أشهرها جمهرة الأمثال، وهو ابن أخت أبي أحمد الحسن بن عبد الله بن سعيد العسكري، وهو تلميذه أيضاً.
لم تكن أخبار أبي هلال المتّصلة بحياته العلميّة أحسن حالًا من حياته العامّة، وفوق ذلك ثمّة خلطٌ لم يسلم منه القدماء والمعاصرون بينه وبين أستاذه أبي أحمد العسكريّ، لاتّفاقهما في الاسم واللّقب، ولم تذكر المصادر من شيوخ أبي هلال إلّا أستاذه هذا، حيث لازمه أبو هلال مدّة طويلة، فأخذ عنه الكثير، وتأثّر بآرائه الأدبيّة والنّقديّة. ونقل ياقوت الحمويّ عن بعضهم أنّ أبا هلال هو ابن أخت أبي أحمد العسكريّ، وهو زعم بعيد؛ لأنّ من عادة أبي هلال إذا نقل عن قريبٍ له أن ينصّ على صلة القرابة، كقوله غير مرّة: "قال عمّ والدي"، فلو كان أبو أحمد خاله لنصّ على ذلك في مصنّفاته ولاسيّما أنّه كان دائم النّقل عنه.
ومهما يكن فثمّة إشارات كثيرة في مصنّفاته إلى أساتذة وشيوخ لا تكاد تُعرف إلّا أسماؤهم، من ذلك والده، وعمّ والده الحسن بن سعيد، ومنهم: أبو حامد، وأبو عليّ الحسن بن جعفر، وعبد الحميد بن محمد بن يحيى بن ضرار، وأبو القاسم عبد الوهّاب الكاغديّ، وغيرهم. 

## مؤلفاته
- ديوان شعره
- المحاسن في تفسير القرآن.
- ديوان المعاني.
- الفروق في اللغة.
- جمهرة الأمثال.[5]
- شرح الحماسة.
- الأوائـل
- كتاب الصناعتين
- ذم الكبر
- الفروق اللغوية
- الأمثال
- معاني الأدب
- مِن احتكم مِن الخلفاء إلى القُضاة[6]
- التبْصِرة
- شرح الحماسة
- الدّرهم والدّينار
- التفسير، في خمس مجلدات
- فضل العطاء
- لحن الخاصة
- معاني الشعر
- الأوائل، وذكر أنّه فرغ مِن تصنيف هذا الكتاب في سنة خمس وتسعين وثلاثمائة.

## وفاته
قال ياقوت: "أمّا وفاته فلم يبلغني فيها شيء غير أنّي وجدت في آخر كتاب (الأوائل) من تصنيفه: (وفرغنا من إملاء هذا الكتاب يوم الأربعاء لعشر خلت من شعبان سنة خمس وتسعين وثلاثمائة)". 